# Sven Tallroth
Sven Gunnar Tallroth, född 13 april 1906 i Harbo församling, Västmanlands län, död 12 mars 1972 i Gamla Uppsala församling, Uppsala län, var en svensk nyckelharpist. 
Han blev 1946 riksspelman i nyckelharpa med kommentaren "För präktiga egna låtar och utmärkt spel på nyckelharpa". Tallroth fick 1949 utmärkelsen Gås Anders-medaljen.